# Maarten Carel Le Poole
Maarten Carel Le Poole (Heerlen, 22 oktober 1919 - Kapellen, 14 april 2007) was de eerste Engelandvaarder uit Heerlen. Hij is via Zwitserland en Spanje op 17 maart 1943 in Engeland aangekomen en wordt daar aan de Marine Vliegdienst toegewezen. Hij heeft gediend aan boord van de MS Roberta, de SS Eem, de MAC Macoma en de MAC Gadila. Later is hij waarnemer op een Swordfish-torpedobommenwerper van de RAF geworden.
In Engeland werd hij in 1944 officier. Op 24 mei 1945 kwam hij weer thuis. Harmonie TOG bracht hem een serenade en de krant beschreef zijn Engelandvaart en zijn heldendaden bij de Marinevliegdienst.
Na de oorlog werd hij naar Nederlands-Indië gestuurd. In 1946 trouwde hij met de Britse Joyce Emily Vizer. Ze woonden in Amsterdam, waar in 1957 hun dochter geboren werd, en verhuisden naar Kapellen, waar ze nog een zoon kregen. Hij is op 14 april 2007 in rusthuis Prinsenbos overleden, Joyce op 12 augustus 2018.

## Onderscheidingen
- Kruis van Verdienste (KB 29-7-1943/20), uitgereikt door de koningin
- Ridder in de Leopoldsorde